# Epicauta seminitida
Epicauta seminitida es una especie de coleóptero de la familia Meloidae.

## Distribución geográfica
Habita en Senegal.